# Sint-Ignatiuskerk (Rotterdam)
De Sint-Ignatiuskerk, van 1956 tot de sloop in 1969 de Sint-Laurentius en Ignatiuskathedraal, tevens bekend als de Westzeedijkkerk, was een rooms-katholieke kerk aan de Westzeedijk 90 in Rotterdam.

## Geschiedenis
De Ignatiuskerk werd in 1891 gebouwd als parochiekerk voor de rooms-katholieke gemeenschap in het Scheepvaartkwartier en het zuidelijke stadscentrum. Architect Nicolaas Molenaar sr. ontwierp een driebeukige kruiskerk in neogotische stijl. De toren stond aan de linkervoorzijde van de kerk en bestond uit drie vierkante geledingen, met daarbovenop een opengewerkte achtkantige lantaarn met naaldspits. Het schip had drie traveeën en twee transepten. Na de eerste travee met de toren kwam het eerste transept, gevolgd door twee traveeën, het kruisingstransept en de travee van het priesterkoor, dat werd afgesloten met een zevenzijdige apsis. In de kerk stond een orgel dat in 1863 was gebouwd door de firma Loret & Vermeersch en in 1905 door Michaël Maarschalkerweerd van een nieuw front was voorzien.
De Ignatiuskerk doorstond het bombardement op Rotterdam van 14 mei 1940. In oktober 1941 werden, naast een hospitaalschip van het Rode Kruis, de kerken "Sint Elisabeth", "Sint Willibrod", "Martelaar van Gorken", "Noordse Kerk" en "Sint Ignatius" evenals de bijbehorende pastorie beschadigd door een RAF-bombardement. De priester en de koster overleefden de aanval in het kantoor van de pastorie. 
Bij de stichting van het bisdom Rotterdam op 2 februari 1956 werd de Ignatiuskerk tot kathedraal verheven. Bij deze gelegenheid werd de kerk ook gewijd aan Sint-Laurentius, de patroonheilige van Rotterdam. Begin 1967 werd de kathedraal gesloten en werd de Elisabethkerk de nieuwe kathedraal van Rotterdam. De Eendrachtskerk aan de Eendrachtstraat werd de nieuwe parochiekerk voor deze wijk. Het beeld van Maria van de Wijnhaven werd in deze kerk geplaatst. Het uurwerk werd overgebracht naar de Heilig-Hartkerk in Schiedam. Het orgel werd verkocht aan de Sint-Augustinuskerk in Geleen.
De Sint-Laurentius en Ignatiuskathedraal werd in 1967 afgebroken. Op deze plaats kwam een kantoorgebouw, dat in 2018 is omgevormd tot een woongebouw met circa 200 appartementen.

## Referentie
1. ↑  H.H. Laurentius- en Elisabethkathedraal - De Kathedraal in jaartallen
2. ↑  Eendrachtskapel - Historie
3. ↑  Kerkgebouwen in Limburg - H. Augustinus, Geleen

- Het Scheepvaartkwartier in historisch perspectief[dode link]
- Reliwiki - Rotterdam, Ignatiuskerk